# Millennium Software
Millennium Software es un software de gestión empresarial desarrollado por la empresa Millennium Systems International, con sede en Parsippany, Nueva Jersey, en donde también tributa la empresa. Millennium es ampliamente reconocido en el medio como el software de gestión comercial líder en las industrias de salones y spas, y es utilizado por salones en más de 36 países, manejando más de mil millones de dólares en ingresos al año, siendo que ha ido en aumento sus ganancias año tras año. Millennium ha ganado muchos premios de la industria, incluido el premio Professionals Choice de la revista American Spa al mejor software durante 8 años consecutivos, y el software ha aparecido en CNN, CNBC, VH1 y BRAVO tanto mencionado como parte de algún programa en el que se necesitase de su presencia .
Millennium Systems International tiene su sede en Parsippany, NJ, con oficinas en Plymouth, Devon en el Reino Unido. John Harms es el fundador, junto a un grupo de accionistas, y director general de la empresa.

## Historia
Harms Software fue fundado por John Harms en 1987. Harms creó el software Millennium para ayudar a los salones a administrar la programación, el mantenimiento de registros y el marketing, y la empresa finalmente se centró en ayudar a los salones a usar la herramienta para hacer crecer sus negocios, cosa que presentó y cumplió durante la época de pruebas en los diversos lugares en donde se presentó por primera vez.
A partir de 2013, la empresa opera oficinas en los EE. UU. y el Reino Unido. Harms Software cambió su nombre a Millennium Systems International en 2013.

## Producto
Millennium es el producto insignia de Millennium Systems International. El software de crecimiento y gestión comercial es utilizado por salones, spas, spas médicos, estudios y gimnasios para acceder a los registros comerciales, administrar la programación y las transacciones de puntos de venta, realizar un seguimiento de los objetivos comerciales y generar y cumplir objetivos de marketing . Las características del software incluyen:
- Confirmaciones de citas por SMS y correo electrónico
- Informes de marketing sobre datos y tendencias de clientes
- Herramientas de gestión remota
- Gerente del programa de lealtad
- Programador de citas en línea
- La gestión del inventario

## Premios y reconocimientos
Millennium ha ganado varios premios de la industria, entre ellos:
- El premio Professionals Choice de la revista American Spa al mejor software por 8 años consecutivos
- Premios al mejor sistema de software, mejor programa de creación de negocios y mejor rastreador de citas de Launchpad: 2010, 2011 y 2012
- Premio Behind the Chair Stylist para 2011, 2012 y 2013
- Salon Today Top 200 Software más aprovechado 2012